# Баранов, Виктор Кириллович
Виктор Кириллович Баранов (11 июня 1901, село Шереметьевка (ныне Свирино), Сызранский уезд, Симбирская губерния, ныне Сызранский район, Самарская область — 26 июля 1970, Днепропетровск) — советский военный деятель, генерал-лейтенант (15 сентября 1943 года). Герой Советского Союза (29 мая 1945 года).

## Начальная биография
Виктор Кириллович Баранов родился 11 июня 1901 года в селе Шереметьевка, ныне Свирино Новоспасский район Ульяновская область в крестьянской семье.
После окончания трёх классов работал в Узбекистане на хлопкоочистительном заводе.

## Военная служба

### Гражданская война
В марте 1918 года был призван в ряды РККА, после чего красноармейцем Жлобинского полка и командиром взвода 1-го Оренбургского сводного полка принимал участие в боевых действиях на Южном Урале против войск под командованием генерала А. И. Дутова, а затем — против басмачей и английских интервентов в Средней Азии. В 1918 году был контужен.

### Межвоенное время
В декабре 1920 года был назначен на должность начальника поста 31-го пограничного эскадрона ВЧК.
В октябре 1921 года Баранов был направлен на учёбу в кавалерийскую школу наездников Туркестанского фронта, после окончания которой с декабря 1922 года служил наездником 15-х Алма-Атинских кавалерийских курсов.
С 1924 года учился в 4-й Объединённой нормальной кавалерийской школе имени В. И. Ленина, дислоцированной в Ташкенте, затем служил в Среднеазиатском военном округе на должностях помощника командира взвода 7-го кавалерийского полка и политрука хозяйственной команды 81-го кавалерийского полка (7-я кавалерийская бригада), находясь на которых, принимал участие в боевых действиях против басмаческих отрядов под командованием Джунаид-хана, Улан-бека, Ибрагим-бека и других. В 1929 году был награждён орденом Красного Знамени.
В ноябре 1929 года был направлен на учёбу на Новочеркасские кавалерийские курсы усовершенствования командного состава, после окончания которых в 1930 году вернулся в 81-й кавалерийский полк, где служил на должностях командира и политрука эскадрона, а с июня 1932 года — в Таджикском кавалерийском полку на должностях начальника полковой школы и начальника штаба этого же полка.
В июне 1934 года был направлен на учёбу в Военную академию имени М. В. Фрунзе, после окончания которой в декабре 1937 года был назначен на должность начальника 1-й части штаба 18-й Туркменской горнокавалерийской дивизии, в марте 1938 года — на должность командира 27-го Туркменского горнокавалерийского полка этой же дивизии, в октябре того же года — на должность помощника командира 3-й кавалерийской дивизии, а в марте 1941 года — на должность командира 5-й кавалерийской дивизии (Киевский военный округ).

### Великая Отечественная война
С началом войны находился на прежней должности.
Дивизия под командованием Баранова принимала участие в оборонительных боевых действиях на Южном и Юго-Западном фронтах. В октябре 1941 года дивизия была передислоцирована на Западный фронт, в составе которого принимала участие в оборонительных боевых действиях под Москвой, в том числе и в отражении удара 2-й танковой армии под командованием Г. Гудериана на каширском направлении. За массовый героизм личного состава дивизия под командованием Баранова 26 ноября 1941 года была преобразована в 1-ю гвардейскую кавалерийскую дивизию, которая с января по июнь 1942 года действовала в тылу противника.
10 июля 1942 года был назначен на должность командира 1-го гвардейского кавалерийского корпуса, который вскоре принимал участие в боевых действиях в ходе Ворошиловградской наступательной, Харьковской оборонительной, Донбасской наступательной, Киевской оборонительной, Житомирско-Бердичевской, Ровно-Луцкой, Проскуровско-Черновицкой, Львовско-Сандомирской, Восточно-Карпатской, Висло-Одерской, Нижнесилезской, Верхнесилезской, Берлинской и Пражской наступательных операций, в том числе в освобождении городов Киев, Коростышев, Луцк, Червоноармейск, Жолква, Перемышль, Бишофсталь и Мюльберг.
Указом Президиума Верховного Совета СССР от 29 мая 1945 года за успешное выполнение боевых заданий командования и высокую боеспособность корпуса и проявленные при этом мужество и героизм, генерал-лейтенанту Виктору Кирилловичу Баранову присвоено звание Героя Советского Союза с вручением ордена Ленина и медали «Золотая Звезда» (№ 7910).

### Послевоенная карьера
После окончания войны находился на прежней должности.
В сентябре 1946 года был назначен на должность командира 14-го гвардейского стрелкового корпуса (Киевский военный округ). В ноябре 1951 года был направлен на учёбу на высшие академические курсы при Высшей военной академии имени К. Е. Ворошилова, которые окончил в ноябре 1952 года. Вновь командовал тем же корпусом.
Генерал-лейтенант В. К. Баранов в апреле 1953 года был уволен в запас. Умер 26 июля 1970 года в Днепропетровске. Похоронен на Запорожском кладбище на Аллее Героев.

## Награды
- Медаль «Золотая Звезда» Героя Советского Союза (№ 7910; 29.05.1945);
- Два ордена Ленина (21.02.1945, 29.05.1945);
- Пять орденов Красного Знамени (1.08.1929, 12.11.1941, 3.11.1944, 20.06.1949, 19**);
- Орден Суворова 1-й степени (№ 618; 13.11.1943);
- Два ордена Богдана Хмельницкого 1-й степени (29.05.1944, 25.08.1944);
- Орден Отечественной войны 1-й степени (30.01.1943);
- Медали;[3]

Иностранные награды
- Орден «Легион Почёта» степени командора (США, 15.05.1945)
- Орден «За выдающиеся заслуги» (Великобритания)
- Орден Красного Знамени (ЧССР)
- Крест Храбрых (Польша, 19.12.1968)
- Дукельская памятная медаль (ЧССР)

## Память
- В честь В. К. Баранова названы улицы в Кашире (Московская область), Житомире, Днепре, Новоспасском (Ульяновская область).
- В Днепропетровске на доме, в котором жил генерал Баранов, установлена мемориальная доска.